# Скандава (станция)
Скандава (пол. Skandawa) — грузовая (ранее пассажирская и грузовая) железнодорожная станция на железнодорожной линии Познань — Железнодорожный, расположенная в д. Скандава, в сельской гмине Барцяны в Варминьско-Мазурском воеводстве Польши. Имеет две платформы и три пути.
Станция была построена в 1871 году, когда Скандава (нем. Skandau) была в составе Королевства Пруссия. Теперь на станции расположен железнодорожный пограничный переход Скандава - Железнодорожный на российско-польской границе.